# André Schei Lindbæk
André Schei Lindbæk (1º novembre 1977) è un ex calciatore norvegese, di ruolo attaccante.

## Carriera

### Club
Schei Lindbæk esordì nel calcio professionistico norvegese con la maglia del Nordstrand, per trasferirsi successivamente al Drøbak/Frogn. Nel 1998, fu ingaggiato dall'Abildsø, che lo cedette in prestito al Kongsvinger: qui, collezionò cinque apparizioni ed una rete a segno.
Nel 1999, fu messo sotto contratto dallo Skeid: debuttò con la nuova squadra l'11 aprile dello stesso anno, nella sconfitta in casa dello Stabæk per cinque a zero. La prima marcatura arrivò nella successiva trasferta, anch'essa culminata con una sconfitta: l'Odd Grenland infatti batté lo Skeid per due a uno, ma fu Schei Lindbæk a realizzare il gol della bandiera.
Rimase allo Skeid fino alla fine dell'estate 1999, quando fu ingaggiato dal Molde: debuttò nella sconfitta casalinga per quattro a tre della sua squadra contro il Viking, sostituendo a partita in corso Karl Oskar Fjørtoft. Siglò la prima realizzazione nella vittoria per quattro a zero sul Tromsø, essendo l'autore del momentaneo due a zero. Tornò poi al Las Palmas, per poi trasferirsi al Landskrona BoIS, in Svezia, ed esordì nella Allsvenskan in data 7 agosto 2004, giocando da titolare nel pareggio per uno a uno in casa del Djurgården. L'unica marcatura con la maglia del Landskrona arrivò nella sconfitta in trasferta per quattro a due contro il Göteborg.
Nel 2006, giocò per il Fimleikafélag Hafnarfjörðar (FH), in Islanda. Fu un calciatore del club per una sola stagione, ma vinse assieme ai compagni sia il campionato che la Coppa di Lega. L'anno seguente fu ingaggiato dai danesi del Koge, prima di ritornare nel paese natio, allo Start.
In seguito, passò ai tedeschi del Rot-Weiss Essen, da cui si svincolò nel 2008, rimanendo senza squadra.

### Nazionale
Schei Lindbæk giocò cinque partite con la Norvegia under 21, debuttando il 3 settembre 1999 contro la Grecia under 21.

## Palmarès

### Giocatore

#### Club

##### Competizioni nazionali
- Campionato norvegese: 1

Molde: 2002
- Campionato islandese: 1

Fimleikafélag Hafnarfjarðar: 2006
- Coppa di Lega islandese: 1

Fimleikafélag Hafnarfjarðar: 2006